# Kreenholm
La Kreenholm Manufacturing Company (ortografia alternativa storica: Krenholm ; Estonian Kreenholmi Manufaktuur; German Krähnholm Manufaktur; in russo Кренгольмская мануфактура?    ) era una società di produzione tessile situata sull'isola di Kreenholm a Narva, in Estonia, al confine con la Russia. È situata lungo le rive del fiume Narva, vicino alle cascate di Narva; il Mar Baltico dista circa 16 km mentre si trova a 121 km da San Pietroburgo. È stata fondata da Ludwig Knoop (1821–1894), un commerciante di cotone di Brema. I filatoi e la produzione di cotone dell'azienda erano i più grandi al mondo; e Kreenholm era considerata a suo tempo il mulino più importante della Russia, possedendo 32 000 acri di terra e impiegando 12 000 persone. Nella sua storia, l'azienda ha dovuto affrontare diverse vicissitudini. come la possibilità di chiusura dopo la prima guerra mondiale. Nel 1994, è stata privatizzata dopo che l'Estonia ha riacquistato l'indipendenza. La società è fallita nel 2010, ma ha continuato le operazioni, seppur limitate, dopo l'acquisto da parte di un nuovo proprietario.

## Storia

### XIX secolo
«L'intero posto è un pezzo d'Inghilterra in suolo Russo (Professor Gerhart von Schulze-Gävernitz)»
 Il mulino Krenholm fu fondato nel 1857 dal pioniere dell'industria del cotone russa, Ludwig Knoop, insieme a Kozma Soldatyonkov e Aleksey Khludov. Dopo l'epidemia di colera del 1872 che uccise 420 lavoratori, le forze di polizia interne al mulino furono sciolte. Ma quando l'amministrazione lo reintrodusse più tardi nel corso dell'anno, ne seguì uno sciopero, il primo grande sciopero industriale in Estonia, che divenne una rivolta, e furono chiamate truppe regolari per metterlo fine. Una commissione statale appositamente istituita, dopo aver indagato sulla situazione, concluse nel suo rapporto che le condizioni di lavoro dovevano migliorare e i sistemi di polizia interna dovevano cessare di esistere. Nel 1893 conteneva 340 000 mandrini e 22 000 telai, che richiedevano 6 000 cavalli di potenza e impiegavano 7 000 persone. Il professor Gerhart von Schulze-Gävernitz visitò i mulini negli anni seguenti al 1890 affermando che "L'intero posto è un pezzo d'Inghilterra in suolo Russo".

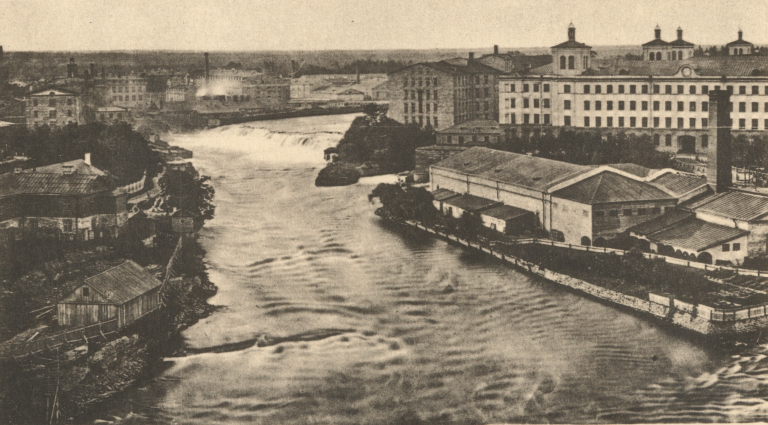
Fiume Narva, cascate di Narva e la Manifattura Krenholm, 1886.

Il mulino si trova su un'isola e lungo le rive del fiume Narva . Il Mar Baltico è solo a circa 16 chilometri di distanza. Nel porto, alla foce del fiume, furono edificati grandi magazzini dove veniva immagazzinato il cotone, importato direttamente dagli Stati Uniti o da Liverpool e successivamente trasferito lungo il fiume al mulino, se necessario. II fiume Narva, poco prima di confluire verso il mare, ha un dislivello di circa 8 metri che forniva da fonte di energia. I macchinari erano stati distribuiti in tre edifici separati, costruiti in mattoni e pietra, due dei quali aventi cinque piani e uno quattro. L'ultimo mulino, interamente dedicato alla filatura, era di costruzione americana. I macchinari per cardare e filare provenivano dalla ditta Platt Brothers & Co Ltd, a Oldham, in Inghilterra. Alcuni dei telai erano inglesi, ma la maggior parte di essi furono realizzati dall'azienda nelle sue fonderie ed attraverso nuovi macchinari, che furono aggiunti al mulino.
La potenza motrice includeva 11 turbine ad acqua con una potenza combinata di 8 550 e furono impiegati motori a vapore supplementari di 700 cavalli. Il settanta percento dei mandrini veniva utilizzato per la produzione di filati in vendita principalmente tra i tessitori nei distretti tessili di San Pietroburgo e Mosca. Una specialità del mulino era il filato di tela, realizzato con filato egiziano, per i produttori di pneumatici in gomma. La gamma di filati prodotti era ampia, fino 90 tipologie, e circa 330 000 dei mandrini erano muli. Praticamente tutte le merci erano spedite a una fabbrica di Mosca, in cui l'azienda aveva un grande interesse.
I gestori e i vicedirettori dei mulini erano inglesi. I lavoratori erano in parte russi e in parte estoni. La società era attiva nella cura del benessere dei dipendenti. Forniva un ospedale, una scuola per 1 200 bambini, una chiesa ortodossa russa (costruita al costo di 250000 $) e una chiesa luterana (per gli estoni). I dipendenti vivevano nel mulino pagando solo l'affitto nominale.

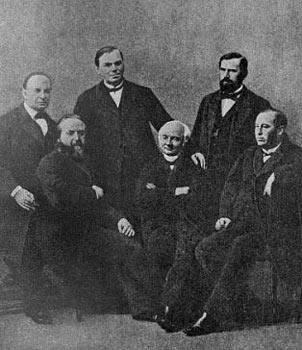
Illustrazione dall'album "Krengolmskaya Manufactory. Descrizione storica, composta in occasione del cinquantesimo anniversario della sua esistenza ", San Pietroburgo, 1907. In piedi, da sinistra: Kolbe Ernest Fedorovich, Khludov Aleksei Ivanovich, Khludov Gerasim Ivanovich. Seduto, da sinistra: Soldatenkov Kozma Terentievich, Barone Knop Lev Gerasimovich, Barlov Richard Vasilievich.

### XX secolo
I salari pagati nel 1910 ammontavano a 1 270 000 euro. In quell'anno furono utilizzate 74.660 balle di cotone, di cui 15 800 tonnellate di filato e 159.994 pezzi di stoffa (in media 452 metri ciascuno). Prima della guerra, questo mulino impiegava oltre 10 000 persone e produceva ogni anno oltre 60 milioni di metri di tessuto semilavorato di cotone, che veniva inviato in Russia per lo sbiancamento e la tintura e quindi utilizzato in Russia. L'industria del cotone estone ha subito una crisi dopo la prima guerra mondiale che ha portato alla chiusura pratica del mulino, che all'epoca era il più grande mulino dell'ex impero russo. Chiusura avvenuta per la mancanza di un mercato per questo tessuto a causa delle condizioni post-belliche nella Russia sovietica.

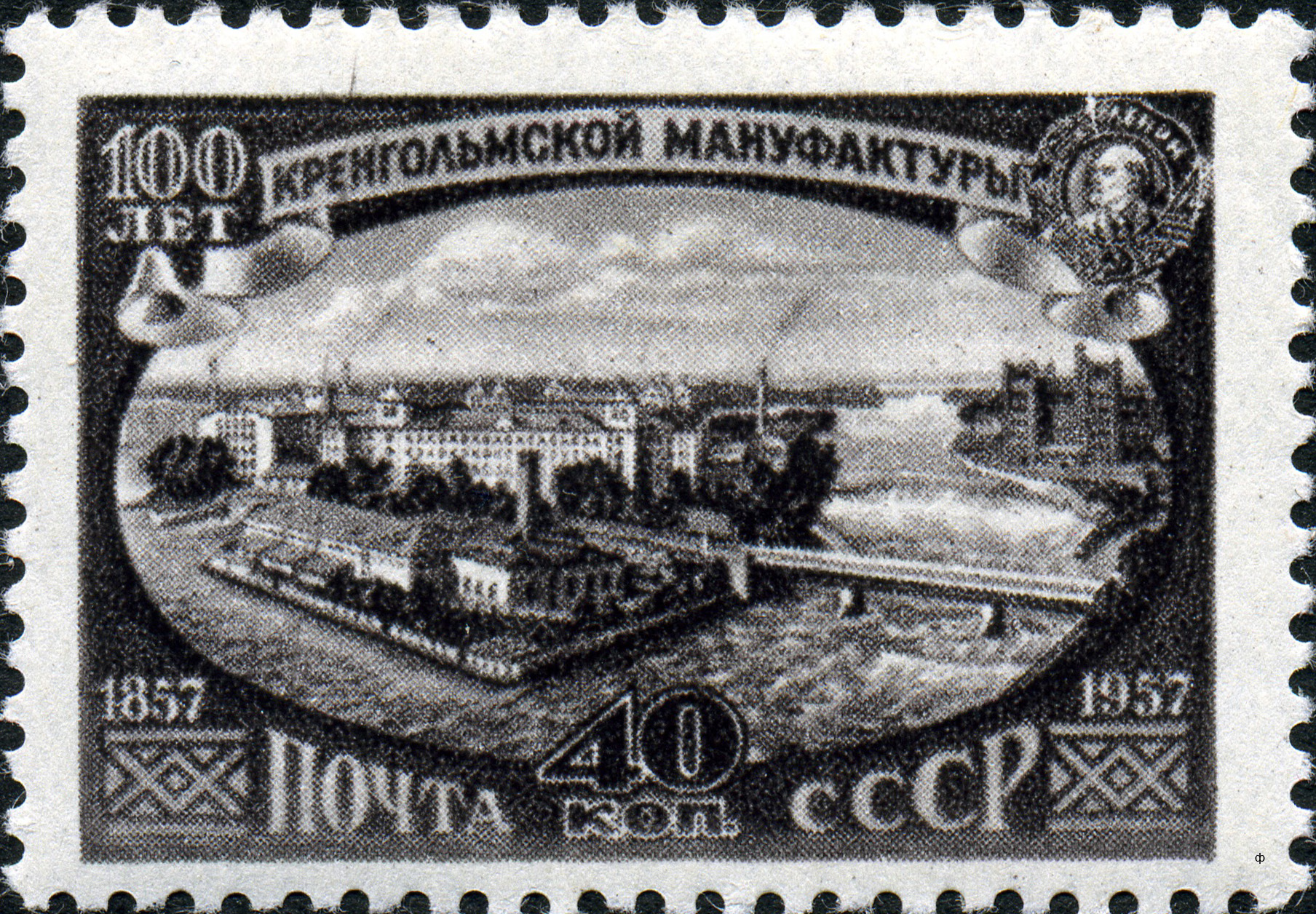
100 anni di produzione Krenholm. Posta dell'URSS, 1957.

Nel 1944, la società era in rovina e venne espropriata dall'Unione Sovietica, che la trasformò in una grande impresa industriale, guidata dalla politica piuttosto che dai profitti. All'inizio degli anni '70, secondo quanto riferito, la società possedeva 32 000 acri (13 000 ha)   di terra e impiegati 12 000 persone. Dopo il 1986, la società non ha dovuto fare affidamento sulle approvazioni del ministero dei tessili di Mosca ed è stata in grado di esportare i propri beni seguendo logiche di mercato indipendente. La società è stata privatizzata nel 1994 dopo che l'Estonia ha riacquistato l'indipendenza. Il suo principale azionista divenne la società svedese Borås Wäfveri AB. Rinominata Krenholm Group, il riallineamento comprendeva diverse unità produttive, Krenholm Finishing, Krenholm Sewing, Krenholm Spinning, Krenholm Terry Clothes, Krenholm Weaving; un'unità di servizio, Krenholm Service; e filiali commerciali, Krenholm Textile, Krenholm Scandinavia AB e Krenholm Germany GmbH.

### XXI secolo
Negli anni 2000, la compagnia perdeva denaro e passò ad una fase di ristrutturazione; molti impiegati e lavoratori persero il lavoro. Nel 2003, la compagnia fu costretta a licenziare 170 lavoratori dopo la chiusura degli impianti di filatura. All'inizio del 2004, la società contava su 4.600 lavoratori, di cui altri 400 vennero licenziati nell'aprile 2004. Ci furono speculazioni nel 2008 e nel 2009 che la società sarebbe fallita, e alla fine è successo a novembre 2010. La società è stato acquistata dalla svedese Prod i Ronneby AB, attraverso la cui consociata di Narva, Eurotekstiil, per continuare alcune operazioni; vi erano circa 500 persone impiegate. Nel 2012, il presidente della società ha dichiarato che sarebbe stato "assolutamente impossibile" ripristinare le precedenti dimensioni del business.